# Variograma de indicatriz
O variograma de indicatriz (variograma por indicação) é um tipo de variograma experimental especifico para casos em que a variável de estudo é discreta apoiando-se no formalismo da indicatriz (também conhecido por função indicadora) o que implica que cada uma das amostras de uma amostragem ou pertence a um sub-conjunto (e por isso probabilidade 1) ou não (probabilidade 0). Para efeitos de utilização em métodos de geoestatística, como é caso da krigagem da indicatriz, é necessário fazer um variograma de indicatriz para cada sub-conjunto considerado na amostragem.

## Formalismo da indicatriz
Se a variável {\displaystyle Z(x)} for convertida para uma variável indicatriz {\displaystyle I_{A}} temos que:
Falhou a verificação gramatical (SVG (MathML pode ser ativado através de uma extensão do ''browser''): Resposta inválida ("Math extension cannot connect to Restbase.") do servidor "http://localhost:6011/pt.wikipedia.org/v1/":): {\displaystyle \mathbf{I}_A(x) =  \left\{\begin{matrix} 1 &\mbox{se}\ x \in A, \\ 0 &\mbox{se}\ x \notin A. \end{matrix}\right. =  \left\{\begin{matrix} 1 &\mbox{se}\ x \in A, \\ 0 &\mbox{se}\ x \in A^c = X - A. \end{matrix}\right. }

No caso de transformação de variáveis contínuas (corrente em casos de geoestatística) o que, habitualmente, se faz é a utilização de valores de corte para discretização e posterior conversão em classes de indicatriz. Assim, considerando a variável {\displaystyle I_{z}} para um valor de corte {\displaystyle z} correspondente à amostra {\displaystyle Z(x)} na população {\displaystyle Z},o formalismo poderia ser exposto da seguinte maneira:
{\displaystyle \mathbf {I} _{z}(x)=\left\{{\begin{matrix}1&{\mbox{se}}\ Z(x)<z\\0&{\mbox{se}}\ Z(x)\geq z\end{matrix}}\right.}
Isto implica que para cada amostra de uma amostragem há um vector subjacente indicando a probabilidade (1 ou 0) de a mesma amostra pertence ou não aos vários subconjuntos definidos pelo utilizador. Ilustrando um caso hipotético, se um conjunto de mínimo 10 e máximo 90 com 3 sub-conjuntos cujos valores de corte seriam 30,60,90 ({\displaystyle I_{3}0=}[0,30], Falhou a verificação gramatical (SVG (MathML pode ser ativado através de uma extensão do ''browser''): Resposta inválida ("Math extension cannot connect to Restbase.") do servidor "http://localhost:6011/pt.wikipedia.org/v1/":): {\displaystyle  I_60 = }
[30,60], {\displaystyle I_{9}0=}[60,90]) então uma amostra de valor 33 teria associado o seguinte vector:
{\displaystyle [Prob(33\in I_{30}),Prob(33\in I_{60}),Prob(33\in I_{90})]=[0,1,0]\quad }
Em que o primeiro termo do vector para cada amostra estaria sempre associado à classe {\displaystyle I_{30}}, o segundo a {\displaystyle I_{60}} e terceiro a {\displaystyle I_{90}} .

## Definição
Para fazer um variograma de indicatriz basta seguir o mesmo processo do variograma experimental mas neste caso usando valores de indicatriz (presentes no vector associado a cada amostra). Para serem usados em métodos como a krigagem de indicatriz deve ser feito um variograma para cada uma das classes usando a seguinte fórmula:
```

  

    

      

        

          
γ

          

            

              
I

              

                
z

              

            

          

        

        
(

        
x

        
,

        
x

        
+

        
h

        
)

        
=

        

          

            
1

            

              
2

              
N

              
(

              
h

              
)

            

          

        

        

          
∑

          

            
x

            
=

            
1

          

          

            
N

            
(

            
h

            
)

          

        

        
[

        

          
I

          

            
z

          

        

        
(

        
x

        
)

        
−

        

          
I

          

            
z

          

        

        
(

        
x

        
+

        
h

        
)

        

          
]

          

            
2

          

        

        

      

    

    
{\displaystyle \gamma _{I_{z}}(x,x+h)={\frac {1}{2N(h)}}\sum _{x=1}^{N(h)}[I_{z}(x)-I_{z}(x+h)]^{2}\quad }

  

```

A covariância estacionária de indicatriz é dada por (Soares,2006):
```
Falhou a verificação gramatical (SVG (MathML pode ser ativado através de uma extensão do ''browser''): Resposta inválida ("Math extension cannot connect to Restbase.") do servidor "http://localhost:6011/pt.wikipedia.org/v1/":): {\displaystyle  C_{I_z}(x,x+h) = \frac{1}{2N(h)} \sum_{ x=1 }^{N(h)} [I_z(x)I_z(x+h)]- m_i^2\quad}

```

na qual {\displaystyle m_{i}^{2}} é correspondente ao valor esperado de {\displaystyle I_{z}}, melhor dizendo a probabilidade deste evento acontecer na amostragem:
{\displaystyle m_{i}^{2}=E\{I_{z}(x)\}=Prob\{Z(x)<z\}\quad }
Finalmente o correlograma da indicatriz é dado por:
```

  

    

      

        

          
ρ

          

            
I

          

        

        
(

        
x

        
,

        
x

        
+

        
h

        
)

        
=

        

          

            

              

                
C

                

                  

                    
I

                    

                      
z

                    

                  

                

              

              
(

              
x

              
,

              
x

              
+

              
h

              
)

            

            

              

                
σ

                

                  
I

                

                

                  
2

                

              

              
(

              
z

              
)

            

          

        

        

      

    

    
{\displaystyle \rho _{I}(x,x+h)={\frac {C_{I_{z}}(x,x+h)}{\sigma _{I}^{2}(z)}}\quad }

  

```

onde:
{\displaystyle \sigma _{I}^{2}(z)=E[I_{z}(x)-m_{I}(z)]^{2}=m_{I}(z)[1-m_{I}(z)]\quad }

## Discussão
Fazer um variograma da indicatriz em métodos de geoestatística implica fazer um para cada sub-conjunto considerado, melhor dizendo um variograma para cada um dos termos do vector associado às amostras como se vê na secção Formalismos da indicatriz.